# Anton Karlsson (Skilangläufer)
Anton Karlsson (* 29. Januar 1990) ist ein ehemaliger schwedischer Skilangläufer.

## Werdegang
Karlsson gab sein Debüt im Weltcup im Dezember 2012 im Sprint in Québec und belegte dort den 42. Platz. Seine ersten und einzigen Weltcuppunkte erreichte er im März 2014 im Sprint in der klassischen Technik in Drammen, wo er 27. wurde. Bei der Winter-Universiade 2013 in Lago di Tesero gewann er Silber im Mixed-Teamsprint.
Im Scandinavian Cup erreichte er seine einzige Top-Ten-Platzierung im Februar 2014 im Sprint in Otepää mit Rang fünf. Seine beste Platzierung in der Gesamtwertung des Scandinavian Cups erzielte er in der Saison 2013/14 mit Rang 58.
Im März 2012 nahm Karlsson am Wasalauf teil und beendete das Rennen auf Platz 26. Bei den Rollerski-Weltmeisterschaften 2015 im Val di Fiemme gewann er im Teamsprint zusammen mit Robin Norum die Bronzemedaille. Im März 2021 wurde er Zweiter beim Wasalauf.